# 勇拂車站
勇拂站（日语：／ Yūfutsu eki */?）是位於北海道苫小牧市字勇拂，隸屬於北海道旅客鐵道（JR北海道）日高本線的鐵路車站。電報略號為。
1986年10月或以前曾經是急行列車「襟裳」的停靠車站。
車站名源自阿伊努語的「yu-put/yu-putu」（溫泉河口）或「i-put/i-putu」（出口）。

## 歷史
過去曾設置造紙工廠的側線，因此是一個頗大的車站。
- 1913年（大正2年）10月1日 - 苫小牧輕便鐵道勇拂站開始營運。
- 1927年（昭和2年）8月1日 - 苫小牧輕便鐵道因鐵道國有化由日本國有鐵道接管，並改稱為日高線。
- 1929年（昭和4年） - 苫小牧站至佐瑠太站之間的軌距擴闊同時興建新站房。
- 1941年（昭和16年）10月25日 - 大日本再生製紙（後來的日本製紙）專用線開始使用。
- 1943年（昭和18年）11月1日 - 日高線改稱為日高本線。
- 1955年（昭和30年）9月28日 - 站房改建。
- 1962年（昭和37年）12月2日 - 由於建設苫小牧港，苫小牧站至濱厚真站之間的路軌向北遷移，並更改營業距離。
- 1967年（昭和42年）5月2日 - 札建工業運沙專用線開始使用。
- 1980年（昭和55年）之前 - 專用線廢除。
- 1982年（昭和57年）11月15日 - 取消貨物處理業務。
- 1984年（昭和59年）
  - 2月1日 - 取消行李處理業務。
  - 4月1日 - 車站簡易委託化。
- 1987年（昭和62年）4月1日 - 由於國鐵分割民營化，車站由JR北海道管理。
- 1985年至1991年之間 - 架空道路移走。
- 1990年至1993年之間 - 取消簡易委託，車站完全無人化。

國鐵時代苫小牧貨物站與勇拂站之間使用連查閉塞。

## 車站構造
現時為1面1線的地面車站。島式月台位於路軌的西南方（樣似方向的右方，舊2號線）。過去曾是1面2線，能夠進行列車交會的交會車站。站房旁是上行的1號線，對面則是下行的2號線。而在停止使用交會設備後，站房旁的1號線亦同時移走。此外亦曾設有貨物側線及日本製紙勇拂工廠的專用線。
現存的站房是有人車站時興建，位於車站的南方。站房與月台有一段距離而當時路軌設有交會設備，因此站房與月台之間由架空道路連接。站房為二層高的混凝土建築。但是當車站變成無人車站，一樓的辦公室及二樓所有門窗都用木板封閉。而現在站房與月台由道路連接。
而1962年之前的舊車站，站房位於海邊並設有2個不對稱的側式月台（2面2線），站房旁往苫小牧方向亦設有貨物月台及專用線。月台之間由平交道連接。

## 載客量
- 1981年度的每天載客量為242人。
- 1992年度的每天載客量為282人。

## 車站周邊
- 北海道道781號苫小牧環狀線（日语：北海道道781号苫小牧環状線）
- 苫小牧市役所勇拂出張所
- 苫小牧警察署勇拂駐在所
- 勇拂郵局
- 苫小牧信用金庫勇拂代理店
- 日本製紙北海道工廠勇拂事務所
- 苫小牧市立勇拂中學
- 苫小牧市立勇拂小學
- 市立玫瑰保育園
- 勇武津資料館
- 弁天沼
- 道南巴士（舊苫小牧市營巴士）「勇拂站前」站牌
- 安平川

## 相鄰車站
北海道旅客鐵道
日高本線
苫小牧（H18）－勇拂－濱厚真

## 外部連結
- 全驛訪問之旅 （页面存档备份，存于）

1. ↑  北海道庁.  (PDF). 北海道庁.   [2017-08-17]. （原始内容存档 (PDF)于2018-05-13）.